# Catedral del Sagrado Corazón (Bendigo)
La Catedral del Sagrado Corazón (en inglés: Sacred Heart Cathedral) es la iglesia catedral de la Diócesis de Sandhurst y la sede del obispo de Sandhurst. La catedral se encuentra en la ciudad provincial de Bendigo, Victoria, Australia.
La Catedral del Sagrado Corazón es una de las iglesias más grandes de Australia y la segunda más alto después de la Catedral de San Patricio en Melbourne. Es una iglesia excepcionalmente grande para una catedral provincial de una ciudad de Australia y su construcción fue posible gracias principalmente a través de Henry Backhaus (desde 1811 hasta 1882), un alemán de Paderborn y el primer sacerdote católico en los yacimientos de oro de Bendigo. Backhaus era muy experto en asuntos financieros y acumulado considerables propiedades - y a la vez que impulsó la extracción de oro animó a sus feligreses a contribuir con donaciones a la obra de la iglesia . Backhaus dejó su riqueza en beneficio de la iglesia y permitió que la catedral, entre otras cosas, fuese construida.